# Střevle potoční
Střevle potoční (Phoxinus phoxinus) je sladkovodní paprskoploutvá ryba z čeledi kaprovitých pocházející z Evropy, včetně ČR. Dožívá se v průměru 5 let. Ve vzácných případech až 11 let.

## Popis

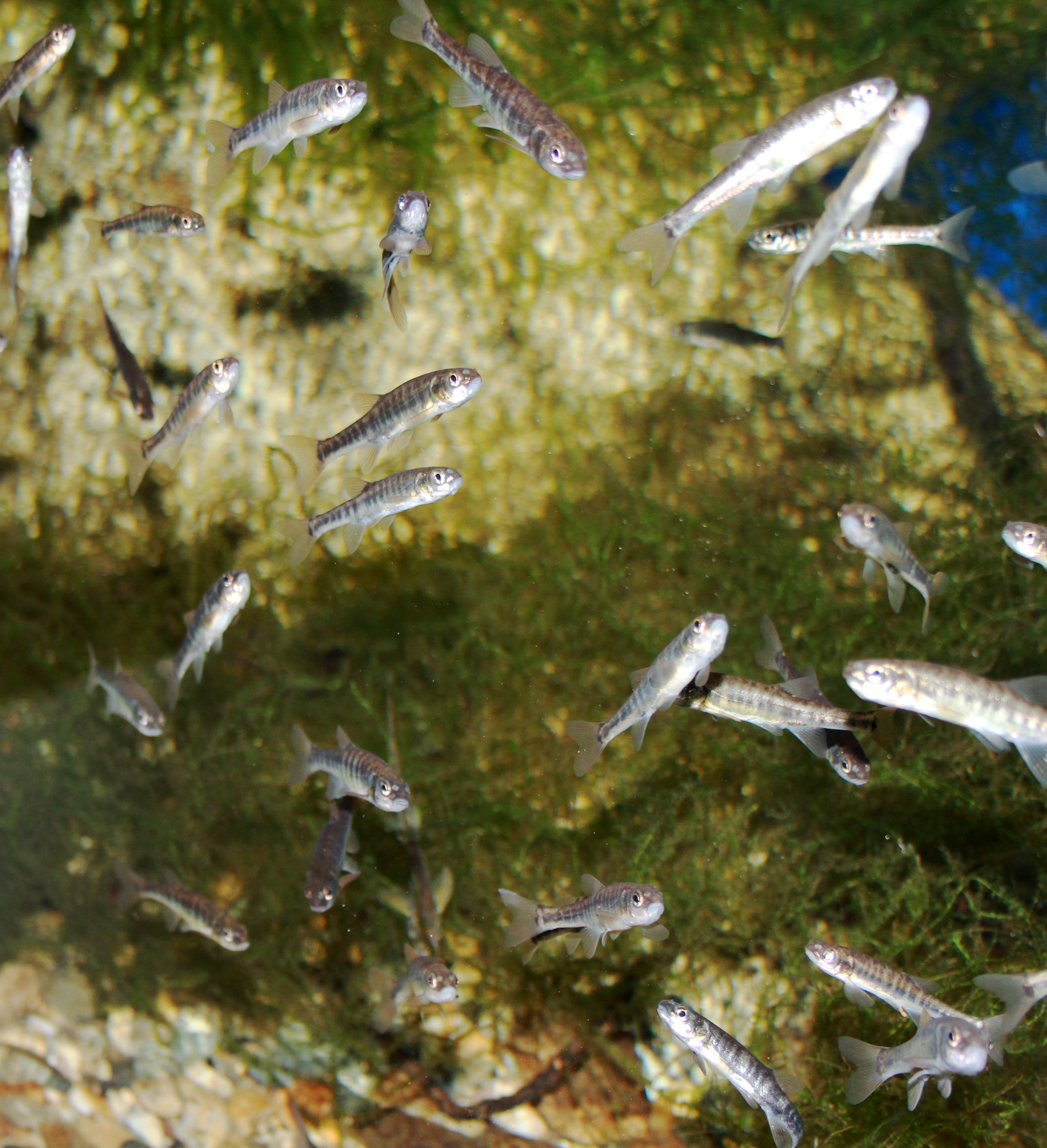
Na výstavě "Pod hladinou Vltavy"

Tělo je charakteristicky protáhlé, vřetenovitého tvaru. Ústa jsou v mírném spodním postavení. Ploutve jsou zaoblené, hřbetní ploutev je posunuta dozadu. Šupiny jsou drobné velikosti a nedochází k jejich překryvu. Postranní čára není úplná. Samci mají výrazně delší prsní ploutve. 
Hřbet má typicky hnědozelenou až olivově zelenou barvu, boky jsou světle zelené nebo zelenožluté se zlatým odleskem. Jsou zde výrazné tmavé skvrny, které někdy tvoří podélný pás.
V době tření bývá zbarvení jiné. Mlíčáci (samci) mají v tomto období sytě černé, červené a zelené zabarvení. Naopak jikernačky (samice) se zbarvují v oblasti hřbetu do hněda, na bocích tmavě hnědým souvislým, či přerušovaným pásem.
V průměru dorůstá 10 cm, výjimečně až 13 cm. Může vážit okolo 27 g.
V České republice je střevle potoční zvláště chráněným druhem podle zákona č. 114/1992 Sb., o ochraně přírody a krajiny, vyhláškou č. 395/1992 Sb. je zařazena v kategorii ohrožený druh.
Na ochranu střevle potoční a jejího biotopu má z legislativního hlediska velký vliv zákon č. 254/2001 Sb. o vodách. Účelem tohoto zákona je mimo jiné chránit povrchové vody a stanovit podmínky pro zachování a zlepšení jejich kvality, vytvořit podmínky pro snižování nepříznivých účinků sucha a přispívat k ochraně vodních ekosystémů. Aplikace zákona o vodách může populace střevle ovlivnit mnoha způsoby (např. při povolování nakládání s vodami a vypouštění odpadních vod, při ochraně vod a vodních toků apod.).
Dále ochranu střevle ovlivňuje aplikace zákona č. 99/2004 Sb. o rybářství. Střevle, jakožto zvláště chráněný druh, jsou rybářskými řády (ČRS i MRS) zařazeny mezi druhy celoročně hájené.

## Výskyt
Jedná se o původní druh. Střevle potoční je rozšířená na většině území Evropy, chybí jen na úplném jihu (Středomoří) a na nejzazším severu. Na východ zasahuje areál střevle potoční přes celou severní Asii až po povodí Amuru a Korejský poloostrov.
V České republice je střevle obecná rozšířená na velké části území, chybí však téměř úplně v nižších polohách (úvaly jižní a střední Moravy, nížiny středních Čech aj.).

## Ekologie
Nachází se v široké škále chladných a dobře okysličených stanovišť od malých, rychle tekoucích potoků až po velké severské nížinné řeky a od malých horských jezer až po velká oligotrofní jezera. Obvykle se vyskytuje ve spojení s lososovitými rybami. Jedná se o typicky hejnovou rybu.
Upřednostňuje místa s dostatkem úkrytů. Migruje proti proudu pro tření v mělkých štěrkových oblastech.

### Nároky na prostředí
pH vody, ve které se přirozeně vyskytuje je v rozmezí 6,2–7,5. Teplota v rozmezí 2–20 °C. Nároky na obsah kyslíku ve vodě jsou podobné jako u lososovitých ryb, tj. 10–16 mg/l.[ujasnit]

## Potrava
Střevle je omnivorní druh. Hlavním zdrojem potravy je zoobentos, náletový hmyz, měkkýši, korýši, řasy a v neposlední řadě i detrit. Mladý potěr konzumuje vířníky, později larvy pakomárů.

## Rozmnožování
Střevle se začíná rozmnožovat přibližně ve 2. až 3. roce života. Samci a samice tvoří hejna odděleně a připlouvají na místo tření v různých časech. Ke tření dochází nad čistými štěrkovými plochami v tekoucí vodě nebo na březích jezer. 
Tření může probíhat i na rostliny či bahnitý substrát. Na počátku tření je poměr pohlaví na místech tření prakticky vyrovnaný, na konci převažují samci. V době tření se na hlavě samic i samců objevuje třecí vyrážka i změna zbarvení.

## Význam
Střevle potoční je důležitou laboratorní rybou pro výzkum smyslových orgánů ryb. Je velice důležitým ukazatelem kvality vod, takzvaným bioindikátorem. Slouží jako složka potravního řetězce, sama je potravní rybou.